# Setodes apitayati
Setodes apitayati är en nattsländeart som beskrevs av Schmid 1987. Setodes apitayati ingår i släktet Setodes och familjen långhornssländor. Inga underarter finns listade i Catalogue of Life.